# Himawari: Growing Sunflower
Pour les articles homonymes, voir Himawari.
Singles de SPEED
S.P.D.
(27 mai 2009) Yubiwa
(1er sept. 2010)
Himawari -Growing Sunflower- (ヒマワリ ...) est le dix-septième single de SPEED.

## Présentation
Le single sort le 21 avril 2010 au Japon sur le label Sonic Groove, près d'un an après le précédent single du groupe S.P.D.. Il sort également au format CD+DVD avec une pochette différente et incluant un DVD en supplément contenant le clip vidéo et des making of. 
C'est le troisième single du groupe depuis sa reformation définitive en septembre 2008.
Il atteint la 9e place du classement des ventes de l'Oricon, et reste classé pendant six semaines. C'est alors le single le moins vendu du groupe.
La chanson-titre est utilisée comme générique du drama King's Brunch ; elle figurera sur le prochain album original 4 Colors qui sortira finalement deux ans et demi plus tard, fin 2012. La deuxième chanson du single, Moonlight Honey, ne figurera sur aucun album. Le single contient également leurs versions instrumentales.
Les premières éditions ("first press") du single contiennent une troisième chanson et sa version instrumentale : My Street Life, une nouvelle version de la chanson Street Life figurant sur le deuxième album du groupe sorti douze ans auparavant, Rise.

## Liste des titres
Toutes les chansons sont écrites et composées par Hiromasa Ijichi.
| CD (sauf "first press") | CD (sauf "first press")                                   | CD (sauf "first press") | CD (sauf "first press") | CD (sauf "first press") | CD (sauf "first press") | CD (sauf "first press") | CD (sauf "first press") | CD (sauf "first press") | CD (sauf "first press") |
| No                      | Titre                                                     | Durée                   |                         |                         |                         |                         |                         |                         |                         |
| ----------------------- | --------------------------------------------------------- | ----------------------- | ----------------------- | ----------------------- | ----------------------- | ----------------------- | ----------------------- | ----------------------- | ----------------------- |
| 1.                      | Himawari -Growing Sunflower- (ヒマワリ...)                | 3:45                    |                         |                         |                         |                         |                         |                         |                         |
| 2.                      | Moonlight Honey                                           | 3:19                    |                         |                         |                         |                         |                         |                         |                         |
| 3.                      | Himawari -Growing Sunflower- (Instrumental) (ヒマワリ...) | 3:45                    |                         |                         |                         |                         |                         |                         |                         |
| 4.                      | Moonlight Honey (Instrumental)                            | 3:19                    |                         |                         |                         |                         |                         |                         |                         |
| 14:08                   |                                                           |                         |                         |                         |                         |                         |                         |                         |                         |

| 1. | Himawari -Growing Sunflower- (ヒマワリ...)                |  |
| 2. | Moonlight Honey                                           |  |
| 3. | My Street Life                                            |  |
| 4. | Himawari -Growing Sunflower- (Instrumental) (ヒマワリ...) |  |
| 5. | Moonlight Honey (Instrumental)                            |  |
| 6. | My Street Life (Instrumental)                             |  |

| 1. | Himawari -Growing Sunflower- (music clip) (ヒマワリ...)                   |  |
| 2. | Himawari -Growing Sunflower- (music clip making) (ヒマワリ...)            |  |
| 3. | Cameraman Eriko no "Studio Tanbô 2" (カメラマン絵理子の「スタジオ探訪2」) |  |
| 4. | Bangaihen "Photographer Eriko" (番外編「フォトグラファー絵理子」)         |  |
| 5. | Cameraman Hiroko "Debut" (カメラマン寛子「デビュー」)                     |  |